# Маунтбеттен, Леопольд
Лорд Леопольд Артур Луис Маунтбеттен (21 мая 1889, Виндзорский замок — 23 апреля 1922, Кенсингтон, Лондонское графство) — член немецкого аристократического рода Баттенберг, член Британской королевской семьи, внук королевы Виктории. Был известен как принц Леопольд Баттенбергский до 1917 года.

## Биография
Родился 21 мая 1889 года. Его отцом был принц Генрих Баттенберг, сын принца Александра Гессенского и графини Юлии фон Гауке. Его матерью была принцесса Беатриса Великобританская, пятая дочь и младший ребёнок королевы Виктории и принца Альберта. Леопольд был гемофиликом; это заболевание он унаследовал от своей матери.
С самого рождения официальным титулом Леопольда было Его Высочество принц Леопольд Баттенбергский. Он был крещён в часовне Святого Георгия в Виндзорском замке 29 июня 1889 года. Его крёстными родителями были король Бельгии Леопольд II (представлен принцем Уэльским), герцог Коннаутский и Стратернский (представлен принцем Альбертом Шлезвиг-Гольштейнским), принц Людвиг Баттенберг (представлен маркизом Лорна), маркиза Лорна, герцогиня Олбани и принцесса Эрбах-Шёнбергская. Его отец умер от малярии в 1896 году.

Мемориальная доска Леопольду и его брату Морицу в Уинчестерском соборе.

Леопольд был назначен лейтенантом (нештатным) 16 октября 1909 года в 8-м батальоне острова Уайт, подразделении территориальных войск. 19 октября 1912 года стал нести регулярную военную службу в Королевском стрелковом корпусе. 15 ноября 1914 года во время Первой мировой войны был назначен временным лейтенантом, лейтенантом 30 апреля 1915 года и, наконец, капитаном 14 сентября 1916 года.
7 апреля 1918 года был включён в список людей с половинным окладом «в связи с плохим состоянием здоровья». С 23 июля того же года и до следующего января служил в качестве дополнительного помощника в лагере военного министерства. Он подал в отставку 14 апреля 1920 года; по особой просьбе его двоюродного брата Георга V ему было присвоено почётное звание майора.
В 1917 году вместе с другими членами королевского дома отказался от немецкой фамилии и принял новую — Маунтбеттен.
Умер 23 апреля 1922 года в возрасте 32 лет во время операции на бедре. Похоронен в Королевской усыпальнице Фрогмор. Мемориальная доска, посвящённая ему и его брату Морицу, находится в Уинчестерском соборе.